# Ne pas déranger s'il vous plaît
Pour plus de détails, voir Fiche technique et Distribution.
Ne pas déranger s'il vous plaît (Do Not Disturb) est un film américain réalisé par Ralph Levy sorti en 1965.

## Fiche technique
- Titre : Ne pas déranger s'il vous plaît
- Titre original : Do Not Disturb
- Réalisation : Ralph Levy
- Scénario : Milt Rosen et Richard L. Breen d'après de la pièce éponyme de William Fairchild
- Photographie : Leon Shamroy
- Production : Martin Melcher, Aaron Rosenberg et Barney Rosenzweig (producteur associé)
- Société de production : Twentieth Century Fox, Melcher-Arcola Productions et Arcola Pictures
- Société de distribution : Twentieth Century Fox
- Musique : Lionel Newman et Alexander Courage (Non crédité)
- Montage : Robert L. Simpson
- Direction artistique : Robert F. Boyle et Jack Martin Smith
- Décorateur de plateau : Walter M. Scott et Jerry Wunderlich (en)
- Costumes : Ray Aghayan
- Pays d'origine :  États-Unis
- Format : Couleur (DeLuxe) - CinemaScope - 35 mm - 2,35:1 - Son : mono  (Westrex Recording System)
- Genre : Comédie
- Durée : 102 minutes
- Date de sortie :
  - États-Unis : 22 décembre 1965
  - France : 19 mai 1966[1]
- Affiche : Raymond Elseviers (Belgique)

## Distribution
- Doris Day : Janet Harper
- Rod Taylor : Mike Harper
- Hermione Baddeley : Vanessa Courtwright
- Sergio Fantoni : Paul Bellari
- Reginald Gardiner : George Simmons
- Maura McGiveney : Claire Hackett
- Aram Katcher : Culkos
- Leon Askin : Willie Langsdorf
- Lisa Perav : Alicia Petrova
- Michael Romanoff : Delegé
- Albert Carrier (en) : Claude Reynard
- Barbara Morrison : Mme Ordley
- Dick Winslow : homme-orchestre
- Raquel Welch : femme dans le hall
- Britt Ekland : Party Girl